# 1885 في الولايات المتحدة
فيما يلي قوائم الأحداث التي وقعت خلال عام 1885 في الولايات المتحدة.

## سياسة

### تعيين في المنصب
- 12 يناير – إسحاق غراي حاكم إنديانا [الإنجليزية]‏.
- 4 مارس – جروفر كليفلاند رئيس الولايات المتحدة.
- 4 مارس – جوزيف بوليتزر عضو مجلس النواب الأمريكي.
- 4 مارس – وليام ماكسويل إيفرتس عضو مجلس الشيوخ الأمريكي.
- 7 مارس – توماس فرنسيس بايارد وزير الخارجية الأمريكي.
- 7 ديسمبر – توماس شيبمان ماكراي عضو مجلس النواب الأمريكي.

### انتهاء فترة المنصب
- 6 يناير – جروفر كليفلاند حاكم نيويورك [الإنجليزية]‏.
- 30 يناير – جون مارشال هاميلتون حاكم إلينوي [الإنجليزية]‏.
- 3 مارس – وليام روسكرانس عضو مجلس النواب الأمريكي.
- 4 مارس – تشستر آرثر رئيس الولايات المتحدة.
- 4 مارس – ماري مسيلروي السيدة الأولى للولايات المتحدة.
- 5 مارس – روبرت تود لينكولن وزير حرب الولايات المتحدة.
- 6 مارس – توماس فرنسيس بايارد عضو مجلس الشيوخ الأمريكي.
- 6 مارس – فردريك تيودور فريلينغهسين وزير الخارجية الأمريكي.
- 7 مارس – هيو مكولوتش وزير الخزانة الأمريكي.

## كتب
من الكتب التي صدرت هذه السنة في الولايات المتحدة:
- 1 يناير – اللورد الصغير فونتلروي من تأليف فرانسيس هودسون برنيت.

## مواليد

### يناير
- 1 يناير – مايو إيموري ممثلة أمريكية.
- 6 يناير – جيلبرت مورغان سميث عالم نبات أمريكي.
- 6 يناير – فلورنسا تورنر ممثلة أمريكية.
- 11 يناير – أليس بول
- 11 يناير – جاك هوكسي ممثل من الولايات المتحدة الأمريكية.
- 27 يناير – جيروم كيرن

### فبراير
- 7 فبراير – روبرت ليروي لاعب كرة مضرب من الولايات المتحدة.
- 10 فبراير – هاردي كروس مهندس أمريكي.
- 13 فبراير – باس ترومان سياسية من الولايات المتحدة الأمريكية.
- 15 فبراير – ماتي بالدوين ملاكم من الولايات المتحدة الأمريكية.
- 24 فبراير – شيستر نيمتز ضابط من الولايات المتحدة الأمريكية.

### مارس
- 6 مارس – رنغ لاردنر
- 17 مارس – رالف روز
- 19 مارس – مارغريت هاروود عالمة فلك أمريكية.
- 24 مارس – تشارلز دانييلز سباح أمريكي.

### أبريل
- 1 أبريل – والاس بيري ممثل أمريكي.
- 3 أبريل – ليونا أندرسون ممثلة أمريكية.
- 13 أبريل – هارلم تومي ميرفي ملاكم من الولايات المتحدة الأمريكية.
- 15 أبريل – إيموري ليون تشافي فيزيائي أمريكي.
- 16 أبريل – مايكل إل إجوي سياسي أمريكي.
- 30 أبريل – فرانسيس باوز ساير

### مايو
- 1 يناير – مايو إيموري ممثلة أمريكية.
- 7 مايو – سنكلير لويس
- 11 مايو – ألبرت باركر
- 13 مايو – جيمس سبور ضابط من الولايات المتحدة الأمريكية.
- 19 مايو – إدموند سي لينش
- 30 مايو – كارل بيهر لاعب كرة مضرب من الولايات المتحدة.

### يونيو
- 9 يونيو – هاري جريبون ممثل من الولايات المتحدة الأمريكية.

### يوليو
- 15 يوليو – توم كينيدي
- 29 يوليو – ثيدا بارا

### أغسطس
- 2 أغسطس – ايرل هيس كنرد
- 17 أغسطس – جيسي م دونالدسون سياسي أمريكي.
- 24 أغسطس – جيمس ميلر صحفي أمريكي.

### سبتمبر
- 10 سبتمبر – إدغار ثيودور ويري

### أكتوبر
- 2 أكتوبر – وليام هنتنغتون كيركباتريك سياسي أمريكي.
- 4 أكتوبر – هارفي كلارك ممثل أمريكي.
- 11 أكتوبر – آنا لوفلين ممثلة من الولايات المتحدة الأمريكية.
- 14 أكتوبر – جاك بريتون ملاكم من الولايات المتحدة الأمريكية.
- 14 أكتوبر – موراي راني مهندس أمريكي.
- 19 أكتوبر – تشارلز إي ميريل
- 30 أكتوبر – عزرا باوند

### نوفمبر
- 2 نوفمبر – هارلو شابلي عالم فلك أمريكي.
- 5 نوفمبر – ويل ديورانت فيلسوف، مؤرخ وكاتب أمريكي.
- 7 نوفمبر – فرانك نايت عالم اقتصاد أمريكي.
- 11 نوفمبر – جورج باتون قائد عسكري أمريكي، برتبة جنرال (4 نجوم) شارك في الحرب العالمية الثانية.
- 20 نوفمبر – جون جيه باركر قاضي أمريكي.
- 30 نوفمبر – تشارلز ويست

### ديسمبر
- 2 ديسمبر – جورج مينوت طبيب أمريكي.
- 5 ديسمبر – لويز براينت صحفية أمريكية.

## وفيات

### يناير
- 1 يناير – أنتوني دبليو جاردينر (مواليد 1820)
- 7 يناير – جوزيف غيليسبي (مواليد 1809) سياسي أمريكي.
- 13 يناير – سكايلر كولفاكس (مواليد 1823) سياسي أمريكي.
- 13 يناير – وليام هيل (مواليد 1837) سياسي أمريكي.
- 24 يناير – مارتن دلايني (مواليد 1812)

### فبراير
- 12 فبراير – ألكسندر موتون (مواليد 1804) سياسي أمريكي.

### مايو
- 20 مايو – فردريك تيودور فريلينغهسين (مواليد 1817) سياسي أمريكي.

### يوليو
- 23 يوليو – يوليسيس جرانت (مواليد 1822) سياسي أمريكي.

### أكتوبر
- 29 أكتوبر – جورج برينتون ماكليلان (مواليد 1826) ضابط من الولايات المتحدة الأمريكية.
- 29 أكتوبر – جون بولوك كلارك (مواليد 1802) سياسي أمريكي.

### نوفمبر
- 13 نوفمبر – وليام شارون (مواليد 1821) سياسي أمريكي.
- 25 نوفمبر – توماس أندروز هندريكس (مواليد 1819) سياسي أمريكي.

### ديسمبر
- 6 ديسمبر – ماريان هوبر ادامز (مواليد 1843)
- 18 ديسمبر – هيلاند هال (مواليد 1795) سياسي أمريكي.